# Suezichthys russelli
Suezichthys russelli là một loài cá biển thuộc chi Suezichthys trong họ Cá bàng chài. Loài này được mô tả lần đầu tiên vào năm 1981.

## Từ nguyên
Từ định danh của loài được đặt theo tên của Barry C. Russell vì những nghiên cứu của ông về các loài cá bàng chài cũng như sự hỗ trợ mà Russell đã dành cho Randall trong các nghiên cứu về chi Suezichthys này.

## Phạm vi phân bố và môi trường sống
S. russelli có phạm vi phân bố ở phía bắc Biển Đỏ. Mẫu định danh của loài này được thu thập tại vịnh Suez (Ai Cập) ở độ sâu trong khoảng từ 80 đến 130 m. S. russelli có thể còn được tìm thấy ở một số vị trí thuộc Tây Ấn Độ Dương.

## Mô tả
S. russelli có chiều dài cơ thể tối đa được ghi nhận là 7,5 cm. Đầu có một dải màu hồng tím trên nắp mang. Mống mắt màu vàng và có vòng viền màu xanh lam bao quanh con ngươi. Có 2 hàng vảy ở sau mắt và 3 hàng ở dưới mắt. Có một lớp vảy nhỏ ở gốc vây lưng và vây hậu môn. Vảy trên cơ thể lớn.
Số gai ở vây lưng: 9; Số tia vây ở vây lưng: 11; Số gai ở vây hậu môn: 3; Số tia vây ở vây hậu môn: 10; Số gai ở vây bụng: 1; Số tia vây ở vây bụng: 5; Số đốt sống: 25.